# Igreja de São João Batista de Salarzón
A Igreja de São João Batista de Salarzón é um templo católico que foi construído na localidade cantábrica de Salarzón no início do século XIX. Havia uma igreja anterior também dedicada a São João Batista nos arredores da cidade, construída em estilo gótico, que se deteriorou até quase tornar-se arruinada ao final do século XVIII. É por isso que, no início do século XIX, a construção da nova igreja foi iniciada pela vontade do Conde da Cortina Vicente Gómez de la Cortina. Foi co-fundador seu irmão Pedro Gomez de la Cortina, também nativo de Salarzón, cantor da catedral do México, como está inscrito no pórtico (segundo a transcrição de José María de Cossío).

## Descrição
É inserido por um pórtico de ordem toscana suportado em quatro colunas que tem um frontão triangular. A estrutura da igreja é construída em torno de uma cúpula central octogonal. Esta distribuição foi muito comum entre os arquitetos bascos do final do século XVIII e início do século XIX. É possível que o projeto fosse José Alday, nativo de Ceberio, Vizcaya, que era o prefeito do bispado da cidade de Santander. Na fachada fica uma torre de sino. No fundo do pórtico há uma inscrição em que ele percebe a consagração da igreja e seus patronos. Esta igreja, juntamente com o palácio, é um dos poucos exemplos de arquitetura neoclássica conservados em Cantabria.
O interior mostra uma planta de cruz latina inscrita em um retângulo. A parte central é um octógono em cujas seções laterais ao lado do presbitério, a sacristia e a capela funerária de São Vicente foram construídas. Nos lados do noroeste e do sudoeste estão o batistério e a escada para subir ao coro alto que tem balaustrada de madeira. As paredes são de alvenaria enquanto as abóbadas são caiadas. A curva central é baixa e com nervuras.

### Capela funerária de São Vicente
Vicente Gomez de la Cortina ordenou que esta capela fosse construída para o enterro de si mesmo e da família Gomez de la Cortina. A capela está à esquerda do presbitério e no lintel da porta há uma inscrição que diz:
No centro há um túmulo de bronze com a crista da família erguida pelos filhos de Vicente em 1855. No túmulo encontram-se Vicente e seu filho Joaquín Gómez de la Cortina, que tinha o título de Marquês de Morante. É adornada com uma iconografia de funeral: crânio com ossos cruzados, ampulheta com asas que envolve uma cobra que morda a cauda. Há também inscrições em cada um dos rostos. 
A capela tem um retábulo com colunas de ordem composta e no sótão um escudo em pedra com os braços do marquês. No centro há uma tela que representa São Vicente em glória cercado por anjos, vestido com o hábito dos dominicanos. A mão esquerda mostra um livro que diz "Timete Dominum et date Illia honorem qua venit hora judicii eius". Abaixo para a esquerda está uma inscrição que contém boa informação sobre a autoria do trabalho:
Pintado en Méjico por María de Jesús Gómez de la Cortina Salceda y Morante, a dirección de su maestro José María Vázquez, Académico de mérito y Teniente de pintura de la R. Academia de S. Carlos de esta N.E. Año de 1817  